# Episodi di Hard Times - Tempi duri per RJ Berger (prima stagione)
La prima stagione della serie televisiva Hard Times - Tempi duri per RJ Berger, composta da 12 episodi, è stata trasmessa negli Stati Uniti dal 6 giugno al 23 agosto 2010, su MTV.
In Italia, la prima stagione è stata trasmessa in prima visione assoluta dall'8 settembre 2010 su MTV. 

Immagine dalla sigla della serie televisiva

| nº | Titolo originale             | Titolo italiano             | Prima TV USA   | Prima TV Italia   |
| -- | ---------------------------- | --------------------------- | -------------- | ----------------- |
| 1  | Pilot                        | Tempi duri per RJ Berger    | 6 giugno 2010  | 8 settembre 2010  |
| 2  | Yes We Can't                 | Yes, we can't!              | 14 giugno 2010 | 8 settembre 2010  |
| 3  | The Berger Cometh            | La cometa Berger            | 21 giugno 2010 | 15 settembre 2010 |
| 4  | Here's to You, Mrs. Robbins  | Mrs. Robbins                | 28 giugno 2010 | 15 settembre 2010 |
| 5  | The Rebound                  | Il rimpiazzo                | 5 luglio 2010  | 22 settembre 2010 |
| 6  | Over The Rainblow            | Over the Rainblow           | 12 luglio 2010 | 29 settembre 2010 |
| 7  | Tell and Kiss                | Tell and Kiss               | 19 luglio 2010 | 6 ottobre 2010    |
| 8  | Nerds Gone Wild              | Nerd selvaggi               | 26 luglio 2010 | 14 ottobre 2010   |
| 9  | It's All About the Hamiltons | A proposito degli Hamiltons | 2 agosto 2010  | 21 ottobre 2010   |
| 10 | Behind Enemy Lines           | Dietro le linee nemiche     | 9 agosto 2010  | 28 ottobre 2010   |
| 11 | Lily Pad                     | Lily Pad                    | 16 agosto 2010 | 4 novembre 2010   |
| 12 | The Right Thing              | La cosa giusta              | 23 agosto 2010 | 4 novembre 2010   |

## Tempi duri per RJ Berger
- Titolo originale: Pilot
- Diretto da: David Katzenberg
- Scritto da: Seth Grahame-Smith

### Trama
Il giovane RJ Berger è il tipico sfigato che tutta la scuola prende in giro: è un nerd magrolino, pallido e con gli occhiali, aspetto che non lo favorisce nelle relazioni sociali e che gli costa i continui pestaggi dei bulli. RJ può contare però sul suo migliore amico Miles Jenner, a cui racconta della sua passione per la capo cheerleader Jenny Swanson, cosa che gli procura la violenza del ragazzo di quest'ultima, Max. In mezzo a un incontro di basket della squadra del suo liceo, il coach decide di inserirlo in campo a causa della mancanza di atleti e RJ, a causa della sua magrezza, deve tenersi la divisa ben stretta per non inciampare. Appena arrivato in possesso palla, RJ la tira verso il canestro, mancandolo; quest'azione gli fa cadere i pantaloncini e, in seguito, il perizoma sportivo, rivelando all'intera scuola il suo dono più intimo, la considerevole lunghezza del suo pene.
Da qui, la sua vita cambierà radicalmente. Infatti deve preparare un compito con Jenny e studiare insieme a lei, cosa che spera lo avvicinerà ancora di più a lei. Ad una festa in piscina, RJ decide di reagire all'ennesimo bullismo di Max nei suoi confronti umiliandolo davanti ai suoi amici, che gli provoca una soffusa stima.

## Yes, we can't!
- Titolo originale: Yes We Can't
- Diretto da: Ryan Shiraki
- Scritto da: Eric Siegel, Eric Wasserman
- Guest Star: Travis Barker (nel ruolo di se stesso)

### Trama
RJ fa parte del gruppo del computer a scuola, ma i pc che sono messi a disposizione sono obsoleti e lenti. A nome di tutto il gruppo decide di chiedere dei fondi per comprarne di nuovi, ma a dirigere le spese scolastiche ci sono Max e i suoi amici bulletti, che ovviamente gli negano tali soldi, usati indebitamente per delle nuove e costosissime tute. Inoltre Max decide di candidarsi come rappresentante d'istituto, facendo quindi nascere in RJ lo spirito battagliero e spingendolo a candidarsi a sua volta.
La campagna di Max inizia con un car wash che vede impiegate le ragazze più carine della scuola in bikini e fa scendere RJ sotto di parecchi punti. Allora decide di radunare tutti i "secchioni" e gli sfigati della scuola in un unico gruppo per far fronte a questo potenziale rappresentante, ma Max tuttavia riesce a prendere tutti voti regalando a tutti gli studenti un videogioco e relegando i voti di RJ a 12, fra cui però vi è anche Jenny.

## La cometa Berger
- Titolo originale: The Berger Cometh
- Diretto da: Anton Cropper
- Scritto da: Eric Siegel, Eric Wasserman

### Trama
Quando Jenny non riesce a fare le "sessioni di compagni di studio" con RJ a causa del suo tentativo di entrare alla recita della scuola (un mashup di Twilight e West Side Story con bande di ragazzacci coi coltelli (JC Gonzalez), RJ partecipa alle audizioni per starle più vicino. RJ sbarca il ruolo principale insieme a Jenny ed è felice di scoprire che condividono un bacio nel climax dell'opera. Lily, gelosa, avverte RJ che se è un cattivo baciatore rovinerà le sue possibilità con Jenny. Nel frattempo, Miles cerca di impressionare le altre ragazze affermando di essere l'insegnante di recitazione di RJ. La sera dell'inaugurazione, RJ è preoccupato di avere un'erezione durante il bacio con Jenny, così Miles incolla con dello scotch il pene di RJ alla gamba, ma il piano fallisce. Tutti ridono a RJ per avere un'erezione, ma Jenny lo perdona per averla messa in imbarazzo.

## Mrs. Robbins
- Titolo originale: Here's to You, Mrs. Robbins
- Diretto da: David Rogers
- Scritto da: Mathew Harawitz
- Guest Star: Lori Alan come Linda Robbins

### Trama
RJ viene invitato alla festa di compleanno dei 16 anni di Jenny e Miles è sconvolto dal fatto che RJ non lo stia portando con sé alla festa. RJ fa fatica a trovare un regalo per Jenny e decide di comprarle qualcosa di costoso, così sua madre gli suggerisce di lavorare per la signora Robbins come tuttofare per racimolare denaro. Tuttavia, il lavoro è estremamente impegnativo e Miles si arrabbia con RJ per aver perso una proiezione di Raiders of the Lost Ark che si sono ripromessi di vedere assieme. Miles dichiara che la loro amicizia è finita e Kevin diventa il suo nuovo migliore amico. Lilly cerca di sistemare le cose tra i due, ma senza successo. RJ continua a lavorare nella casa dei Robbins dove la signora Robbins tenta di sedurlo. In preda al panico, RJ si chiude in bagno e telefona a Miles per chiedere aiuto. Miles viene in soccorso e vanno insieme alla festa. RJ è rimasto senza un regalo, ma Miles gli rivela di aver salvato e conservato il ritratto di Jenny che RJ aveva disegnato. Tornano amici e alla festa, Jenny dice ad RJ che ama il disegno.

## Il rimpiazzo
- Titolo originale: The Rebound
- Diretto da: Anton Cropper
- Scritto da: Dan Fybel, Rich Rinaldi

### Trama
RJ sta vivendo un giorno normale fino a quando non si accorge (da paio di mutandine nell'armadietto di Max) che Jenny ha rotto con Max. Miles e RJ vedono entrambi l'opportunità che si presenta davanti a loro. RJ deciderò di andare a trovare Jenny dopo che lei ha chiesto se è in grado di prenotare un compagno di studio con lui. Lui accetta e fa del suo meglio per convincere Jenny a notarlo. Il giorno dopo, Max mette all'angolo. E le confida che le voci che dicono che sono le tradisce sono false e che le mutandine sono state messe a proposito nel suo armadietto. Come risultato del fatto che Jenny e Max non sono insieme, Max non perde un colpo nel basket e la squadra ha un tempo vincente. Facendo visita al Coach Sinclair, RJ nota che lo stesso tipo di mutandine trova nell'armadietto di Max. Anche nel cassetto del Coach e scopre che Sinclair ha messo di proposito per fare in modo che Max si concentra sulla pallacanestro. RJ è confuso e non sa se rivelare o no una Jenny del fatto e rischiare di perderla ancora, o mantenere il segreto e andare a cercarla. Quando Jenny e RJ siedono per la loro sessione di studio, alla fine le dice la verità. Entrambi vanno a scuola, dove Jenny torna da Max, finendo per lontano perdere la partita alla squadra. Quando il coach domanda Miles RJ perché lo ha fatto, RJana che desidera Jenny più di ogni altra cosa, ma non mentirà per averla.

## Over the Rainblow
- Titolo Originale: Over The Rainblow
- Diretto da: David Rogers
- Scritto da: Paul Ruehl

### Trama
Quando Rick trova RJ che fissa le foto di Jenny, lo minaccia di star mirando ad un obiettivo troppo alto per lui e gli consiglia caldamente di iniziare a scendere dalle nuvole. Per "colpire alcuni clunkers prima di maneggiare una Ferrari" se lo farai. RJ lo prende in parola. Un giorno scopre che una studentessa britannico-indiana si è trasferita alla porta accanto. RJ la incontra a scuola e lei si presenta come Claire. RJ e Claire scoprono di avere molto in comune, in particolar modo di essere dei fan di Excaliboar. Lily diventa pazza di gelosia e cerca di persuadere Claire a smettere di vedere RJ, fino a quando non si accorge che Claire porta un "Anello della Purezza" al dito. RJ è depresso per questo fino a quando Miles gli racconta dei "Rainbow Parties" che il "club della purezza" organizza, in cui le persone compiono atti sessuali diversi dal rapporto sessuale completo, rimanendo puri mentre agiscono in base ai loro impulsi sessuali. RJ si unisce presto al club di purezza per avvicinarsi a Claire. Claire lo porta alla riunione del "Purity Club", dove all'inizio RJ si annoia molto; fino a quando a Claire viene passato un contenitore pieno di diversi rossetti colorati qui si scoprono le vere intenzioni del club. Claire inizia ad uscire dalla stanza. RJ la segue chiedendosi perché se ne sia andata. Si scopre che Claire non aveva idea di che cosa fosse il Club e scopre inoltre che RJ si era unito al gruppo per starle vicino. Lei lo trova dolce e bacia RJ. Alla fine, RJ finisce per avere una nuova ragazza.

## Tell and Kiss
- Titolo Originale: Tell and Kiss
- Diretto da: Ryan Shiraki
- Scritto da: Mathew Harawitz

### Trama
La nuova relazione di RJ con Claire procede senza problemi per entrambi, ma RJ vuole che progredisca ancora più velocemente. Nel disperato tentativo di convincere Claire a compiere atti sessuali per lui, le fa parecchie allusioni, ma sembra che lei non abbia le idee chiare sulle sue intenzioni. Il giorno dopo, per apparire più figo di quanto non lo sia nel gruppo di atleti di cui fa parte, RJ diffonde la voce che Claire gli ha fatto un "lavoretto", ed in seguito, in preda alla frenesia, farà di tutto perché accada davvero. Miles d'altra parte, diffonde la voce che ha "motorizzato" le tette di una ragazza e si diffonde come un incendio. Incerto su come costringere Claire a fargli una sega, RJ riceve un consiglio da Lily che, dichiarandosi in ogni caso contraria al fatto, gli suggerisce di affrontare Claire in modo diretto e di non "bighellonare". Prendendo sul serio il consiglio, RJ lo fa; Claire si piaga alla sua richiesta e gli fa una sega. RJ è euforico per il suo primo atto sessuale. Quando la voce messa in giro da Miles si diffonde arrivando alle orecchie della ragazza in questione, lei minaccia di picchiarlo per averlo fatto. Miles tenta di difendersi ma è inutile. Dopo il brutale scontro, Claire si avvicina ad RJ e lo affronta riguardo alle voci che ha diffuso su di lei. Incerta su come rispondere all'affronto, Claire prende a pugni RJ nello stomaco e gli dice che non deve mai più parlarle di nuovo. Claire se ne va e sparisce. RJ capisce che le "voci" sono una brutta cosa.

## Nerd selvaggi
- Titolo Originale: Nerds Gone Wild
- Diretto da: Jeff Melman
- Scritto da: Dan Fybel, Rich Rinaldi

### Trama
RJ e Miles hanno in programma un weekend regolare fino a quando i suoi genitori non gli diranno che hanno una babysitter da quando partiranno per il fine settimana. RJ e Miles si lamentano inizialmente fino a quando vedono che è incredibilmente calda e sono immediatamente entusiasti. Suzanne e Rick dicono che possono fare una festa mentre sono via ma non renderla troppo grande e fuori controllo. Miles suggerisce di avere una grande festa, ma RJ dice che vuole fare un tentativo con lei. Jenni la babysitter guida RJ a scuola con Max che lo osserva e diventa geloso immediatamente. RJ cerca di convincere Jenni a notarla senza successo. Alla fine, RJ e Miles organizzano una festa, ma nessuno si eccita perché è composto principalmente da nerd. Jenni ammorbidisce la festa con un sacco di alcol e all'inizio la festa diventa un po' 'fuori di testa, con Jenni e RJ che diventano un po' caldi e pesanti e con Miles e Lily che si arrabbiano l'un l'altro. Jenni, chiaramente ubriaca, inizia a colpire RJ e dice che vuole stare da sola con RJ. Tenta di liberare la festa fino a quando Max e i suoi amici, insieme a molte altre persone, si fanno avanti per dirottare la festa di casa di RJ. RJ cerca di tenere tutto sotto controllo e si arrabbia quando gli atleti girano intorno a Jenni. RJ cerca di integrarsi poi Jenni dice che sua madre ha chiamato e sono sulla strada di casa presto. RJ disperde rapidamente la festa e cerca di ripulire in mezz'ora, lasciando Miles e Lily a pulire le camere da letto, mentre combattono costantemente, portandoli a baciarsi preventivamente. RJ pulisce il soggiorno con 5 minuti di anticipo, con Jenni che si sveglia svegliandosi e che vuole RJ. Dà a RJ e ultimatum di fare sesso con lei ora o mai più. Tentano di farlo fino a quando entrano su Miles e Lily e continuano a vomitare su di loro e Suzanne e Rick che sono appena entrati.

## A proposito degli Hamiltons
- Titolo Originale: It's All About the Hamiltons
- Diretto da: Jeff Melman
- Scritto da: Tremor Temchin (soggetto), Kevin Chesley, Bryan Shukoff (sceneggiatura)

### Trama
RJ si sveglia con un sogno bagnato su di lui e Jenny. Più tardi, RJ sviluppa mal di testa e porta con sé molte compresse di aspirina a scuola. Dopo essere stato mandato nell'ufficio del preside Haggerty per discutere di un party RJ tenuto in un episodio precedente, RJ fa scoppiare un'aspirina per calmare il mal di testa quando Haggerty pensa alle sue droghe illegali e invia prontamente RJ alla detenzione. Miles dice a Lily che non arriverà mai con RJ dal momento che non è una cheerleader, dando a Lily l'idea di provare a fare la cheerleader. Durante la detenzione, RJ incontra Hamilton, il leader dei regolari detentori del crimine e fa amicizia con loro, con l'impressione che RJ sia più duro di quanto sembri. Successivamente, Hamilton annuncia alla scuola che RJ fa parte del loro equipaggio e non deve essere incasinato. Miles è entusiasta di questa opportunità, a differenza di RJ, che a malincuore va d'accordo con il suo nuovo rispetto e Miles approfitta della situazione. RJ comunica a Jenny che era un'aspirina che ha assunto e non droghe illegali. Lily cerca disperatamente di essere una cheerleader ma non riesce a tirare fuori la maggior parte delle loro mosse. Hamilton costringe RJ a tirare fuori una sedia da sotto un insegnante e presto nota di avere più potere di quello che realizza e tenta di opporsi a Max. Max non vuole fare del male alla sua mano di tiro per l'imminente partita di basket, dice che batterà comunque RJ fino a quando non noterà alcuni membri dell'equipaggio di Hamilton. Max dice che alla fine arriverà RJ e se ne andrà. Hamilton dice che proteggerà RJ se lo vorrà dal momento che considera RJ come uno di loro. Lily, con consigli di Jenny, prova di nuovo la routine per i provini cheerleader, solo per finire in imbarazzo. RJ dice a Miles che Hamilton si prenderà cura di Max e Miles dice che non è quello che RJ pensa che sia. Pensando che Max sarà ucciso, RJ cerca di fermare la situazione che deve essere un incidente con una pistola sparachiodi, solo per far cadere la pistola e spruzzare le unghie con una mano che inchioda la mano di Max al muro, facendo sobbalzare Max come una ragazzina. Hamilton dice che sta per inchiodare lo zaino di Max al soffitto e Max riceve molta simpatia dagli atleti e da Jenny. RJ dice a Hamilton che non può essere nel suo equipaggio e Lily dice che Jenny non è poi così male. Max dice agli atleti che RJ è l'unico colpevole e sottintende che deve pagare. L'episodio si conclude con RJ dicendo che il crimine non paga.

## Dietro le linee nemiche
- Titolo Originale: Behind Enemy Lines
- Diretto da: David Katzenberg
- Scritto da: Seth Grahame-Smith

### Trama
Max si vendica di RJ da lui inchiodando la mano di Max al muro con Jenny che viene in soccorso. Miles registra l'incidente e lo carica su Internet. Rick e Suzanne incontrano Jenny per la prima volta quando lei viene per una sessione di studio. RJ è senza speranza nell'aiutare Jenny a ottenere un grado superiore in Biologia poiché non riesce a concentrarsi quando è vicino a lei. Miles e Lily suggeriscono che RJ imbroglia e ruba le risposte al test imminente. Miles suggerisce di usare suo fratello Chet per dare una mano da quando Chet è un veterano dell'esercito. Dopo che sono rimasti scioccati dal fatto che Chet gli abbia puntato una pistola, lo calmano dicendo che hanno una missione per Chet. Chet accetta la "missione" e inizialmente dice che dovrebbero uccidere l'insegnante che detiene le risposte. Miles e RJ cercano di fermare quell'idea fino a che Chet non gli dice che sta scherzando con loro. Più tardi, RJ chiede a Coach Sinclair se va bene fare qualcosa di sbagliato per raggiungere una ragazza. L'allenatore dice che non c'è giusto o sbagliato per avere una ragazza, lasciando a RJ altra scelta che rubare le risposte. Miles informa RJ e Lily che l'intera classe sa che riceveranno le risposte e RJ dice a Jenny di venire più di un'ora dopo. Chet distrae l'insegnante interrompendo l'alimentazione con Miles e RJ che si muovono furtivamente da una finestra sul retro. Mentre prova a trovare le risposte, RJ bussa a un oggetto, emettendo un rumore abbastanza forte da far sì che l'insegnante lo noti. Chet prende misure disperate e finisce per fare sesso con l'insegnante, permettendo a Miles e RJ di afferrare le risposte e fuggire. Successivamente, RJ sviluppa una coscienza colpevole e decide di non usare il foglio e di sostenere onestamente il test e di insegnare a Jenny onestamente. Miles decide di condividere le risposte del test e il resto della classe fallisce il test, apparentemente avendo il foglio sbagliato mentre Jenny e RJ ottengono entrambi. Miles viene poi picchiato da Patterson mentre RJ registra il video e dice che sta andando online.

## Lily Pad
- Titolo Originale: Lily Pad
- Diretto da: David Katzenberg
- Scritto da: Paul Ruehl

### Trama
The Winter Formal presso Pinkerton High incombe su RJ e Miles trovando difficile le date. Vieni quasi tutte le ragazze della scuola a rispondere dopo aver chiesto, RJ decidere che con l'altro fin dall'infanzia. RJ chiede a Lily di andare con lui e lei accetta allegramente, pensando a fare sesso con RJ. Poco dopo, Nota che Max si scherza con Jenny per una ragione sconosciuta e potenziale. Miles tuttavia, chiede un Robin di andare con lui al ballo e lei accetta sarcasticamente, lasciando Miles a credere che fosse sincera. Jenny dice a RJ che lei e Max finito e vuole andare al ballo con RJ. RJ diventa confuso con chi dovrebbe andare e chiedere un Coach Sinclair cosa fare tariffa. Sinclair dice a RJ che potrebbe essere difficile per Lily accettare, ma con la sua unica opportunità con Jenny in vista, dovrebbe andare per Jenny finché può. Lily alla fine cerca di dire a Lily la brutta notizia, finché Lily non entra per caso in strada con uno scuolabus che si schianta contro di lei mentre chiede un RJ "Che cosa è il mio ..."

## La cosa giusta
- Titolo Originale: The Right Thing
- Diretto da: David Katzenberg
- Scritto da: Seth Grahame-Smith

### Trama
Le conseguenze di Lily, investita da un autobus, lascia RJ in preda allo shock e al dolore all'ospedale. Tutti dicono a RJ che dovrebbe andare al ballo e non preoccuparsi troppo di Lily. Alla fine, RJ porta Jenny al ballo. Quando Miles va a casa di Robin per prenderla, lei chiede cosa sta facendo lì e lei gli dice che era sarcastica quando ha detto "sì" a lui. Imbarazzato, Miles se ne va mentre si accorge che Max si presenta, apparentemente portando Robin al ballo. Appena arrivano, RJ può solo pensare a Lily, che è in coma all'ospedale. RJ lascia la sala da ballo e singhiozza con Jenny che trova RJ e lo bacia. Anche se RJ lo vuole, le dice che ha bisogno di stare dalla parte di Lily e inizia a lasciare la scuola. Max tenta di fermare RJ e cerca di picchiarlo, oltre al fatto che è geloso di RJ che prende Jenny, quando Miles affronta Max e inizia a colpire i testicoli di Max, permettendo a RJ di andarsene. RJ va da Lily e dice che gli dispiace per la notte. Lily si sveglia e dice che la notte può essere ancora speciale. RJ si spoglia e i due fanno sesso nel letto d'ospedale. RJ lascia l'ospedale con Lily con un sorriso sul viso e un monitor piatto fisso mentre alcuni membri dello staff dell'ospedale si precipitano, lasciandolo credere che Lily sia morta.